# Столкновения между Израилем и сектором Газа (2012)
Столкновения между Израилем и сектором Газа в марте 2012 года — конфликт на Ближнем Востоке, начавшийся после ликвидации Израилем генерального секретаря военизированной палестинской организации «Комитеты народного сопротивления» Зухейра аль-Кейси в качестве ответа за обстрелы территории Израиля накануне ликвидации. Палестинские боевики выпустили по территории Израиля более 200 ракет, а Израиль в свою очередь атаковал военные объекты в секторе Газа.

## Ликвидация Зухейра Аль-Кейси
Днём 9 марта 2012 года, после ничем не спровоцированных обстрелов территории Израиля, ВВС Израиля точечным ударом ликвидировали генерального секретаря организации «Комитеты народного сопротивления» Зухейра Аль-Кейси и его соратника Ахмада Ханини, который был освобождён из израильской тюрьмы в ходе «сделки Шалита». Согласно информации Армии обороны Израиля, Аль-Кейси участвовал в подготовке теракта на египетско-израильской границе. Кроме того, он был причастен к терактам на Юге Израиля летом 2011 года. Боевиков ликвидировали в машине, когда они находились на востоке города Газа. ВВС действовали совместно с общей службой безопасности Израиля (Шабак).

## Обстрелы территории Израиля

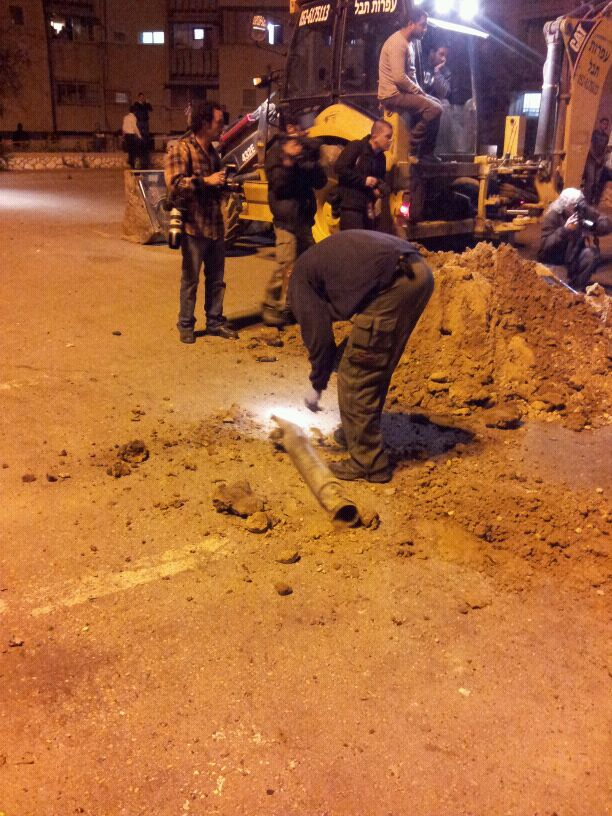
Ракета, упавшая в Нетивоте

Террористы подвергли обстрелам территорию Израиля от Сдерота до Ашдода, Беэр-Шевы и Гедеры, в том числе детские сады, жилые дома, торговые центры, включая и конвои, перевозящие гуманитарную помощь в Газу.

## Реакция
Организация Объединённых Наций, США и Франция осудили ракетные обстрелы Израиля. Госсекретарь США Хиллари Клинтон отметила, что Израиль имеет право на защиту. Лига арабских государств и Египет осудили действия Израиля по отношению к Газе.
Депутат кнессета от партии «Тааль» Ахмад Тиби опубликовал на своей странице в Facebook слова поддержки в адрес Сектора Газы, за это депутат Дани Данон потребовал удалить Тиби из парламента.
Министр транспорта Израиля Исраэль Кац призвал прекратить поставки продовольствия и других товаров в Газу со стороны Израиля.